# Valromey-sur-Séran
Valromey-sur-Séran ist eine französische Gemeinde mit 1.350 Einwohnern (Stand: 1. Januar 2022) im Département Ain in der Region Auvergne-Rhône-Alpes. Sie gehört zum Arrondissement Belley und zum Kanton Plateau d’Hauteville.

## Lage
Die Gemeinde Valromey-sur-Séran liegt im äußersten Süden des Jura-Gebirges am Übergang zur Berglandschaft Bugey. Die westliche Gemeindegrenze folgt auf ca. 15 Kilometer Länge dem Kamm eines Jura-Ausläufers, der meistens Höhen von 1000 m über dem Meer erreicht, in der Spitze 1241 m auf dem Gipfel des Gigimont. Die östliche Gemeindegrenze markiert teilweise der Flusslauf des Séran, der das Gemeindegebiet auf ca. 20 Kilometern Länge in Nord-Süd-Richtung durchfließt. Umgeben wird Valromey-sur-Séran von den Nachbargemeinden Haut Valromey im Norden und Nordosten, Champagne-en-Valromey im Osten, Arvière-en-Valromey, Talissieu und Artemare im Südosten, Saint-Martin-de-Bavel und Virieu-le-Grand im Süden sowie Plateau d’Hauteville im Westen.

## Geschichte
Valromey-sur-Séran entstand als Commune nouvelle mit Wirkung vom 1. Januar 2019, indem die bisherigen Gemeinden Belmont-Luthézieu, Lompnieu, Sutrieu und Vieu fusioniert wurden. Diese sind seither Communes déléguées. Das Verwaltungszentrum befindet sich im Ort Belmont-Luthézieu.

## Bevölkerungsentwicklung
| Jahr                                                                  | 1962 | 1968 | 1975 | 1982 | 1990 | 1999 | 2006 | 2018 | 2021 |
| --------------------------------------------------------------------- | ---- | ---- | ---- | ---- | ---- | ---- | ---- | ---- | ---- |
| Einwohner                                                             | 882  | 785  | 967  | 928  | 907  | 1026 | 1140 | 1320 | 1341 |
| Quellen: Cassini und INSEE (bis 2018 Addition der Vorgängergemeinden) |      |      |      |      |      |      |      |      |      |

## Sehenswürdigkeiten
- Kirche Saint-Oyen im Ortsteil Belmont-Luthézieu
- Kapelle Saint-Antoine-Saint-Maurice im Ortsteil Belmont-Luthézieu
- Kirche Saint-Michel im Ortsteil Lompnieu
- Kirchen Saint-André, Aaint-Laurent und Saint-Oyen im Ortsteil Sutrieu
- Himmelfahrtskirche im Ortsteil Vieu
- Schloss Mâchuraz im Ortsteil Vieu

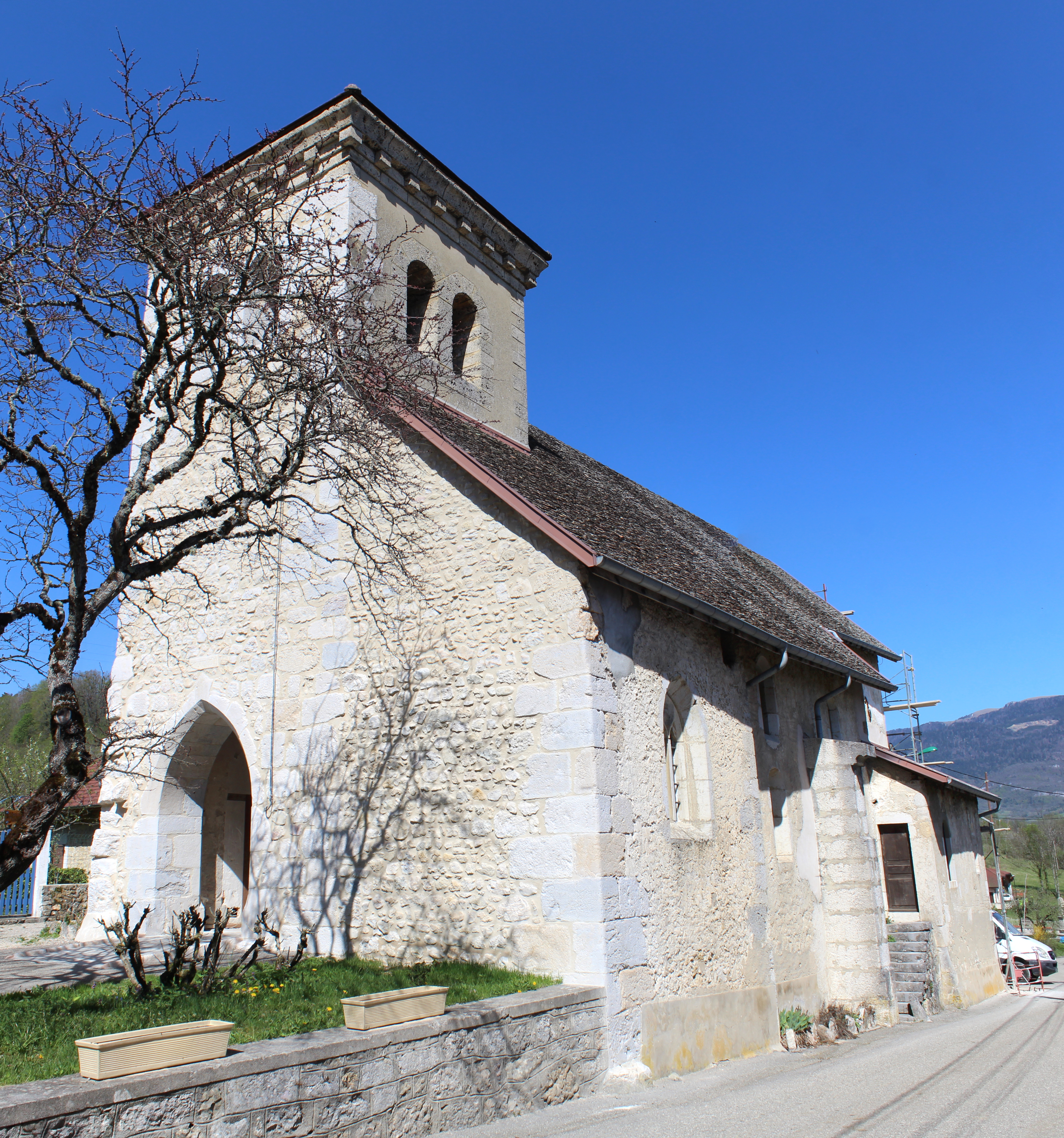
Kirche Saint-Oyen de Luthézieu
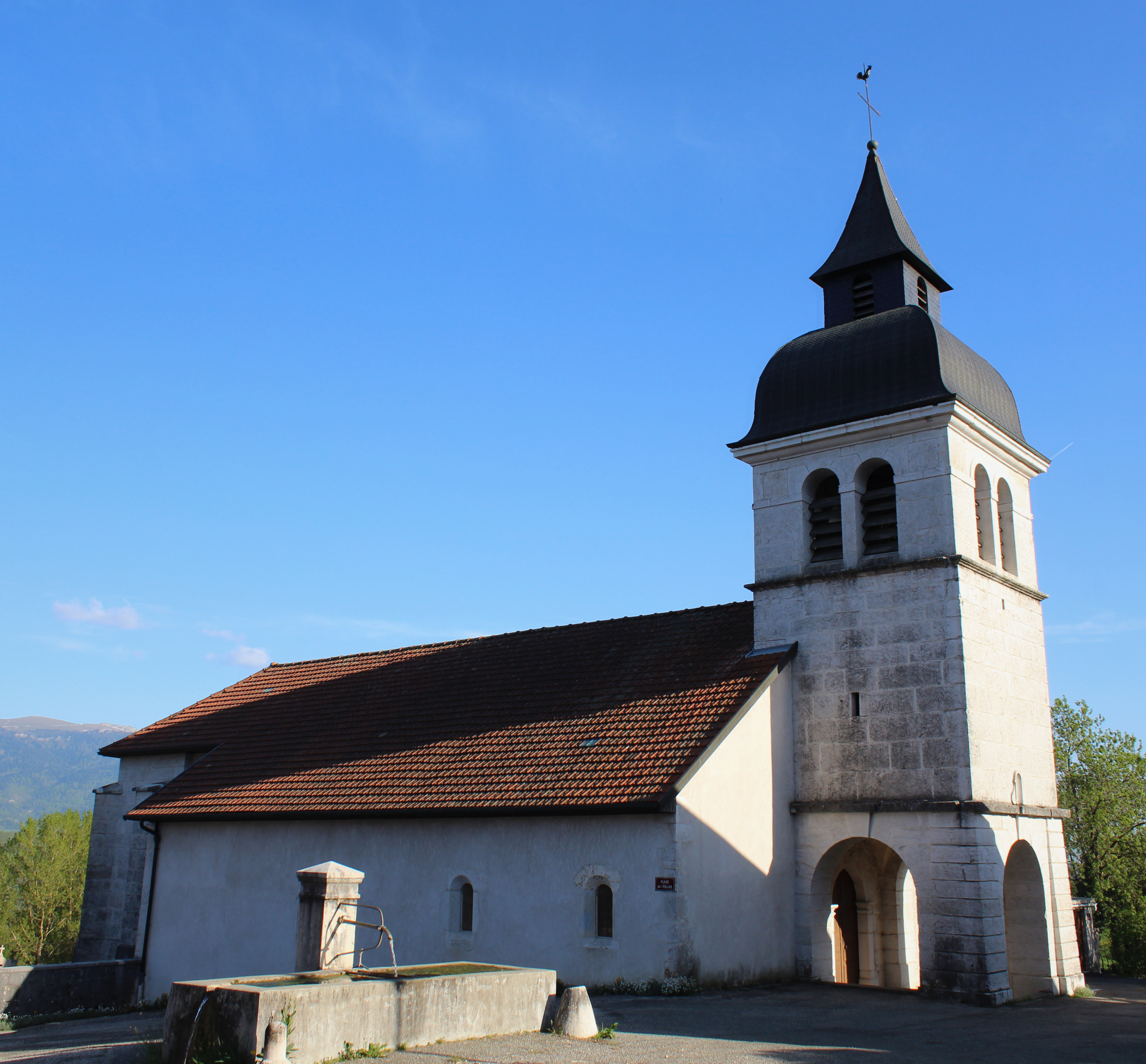
Kirche Saint-Michel
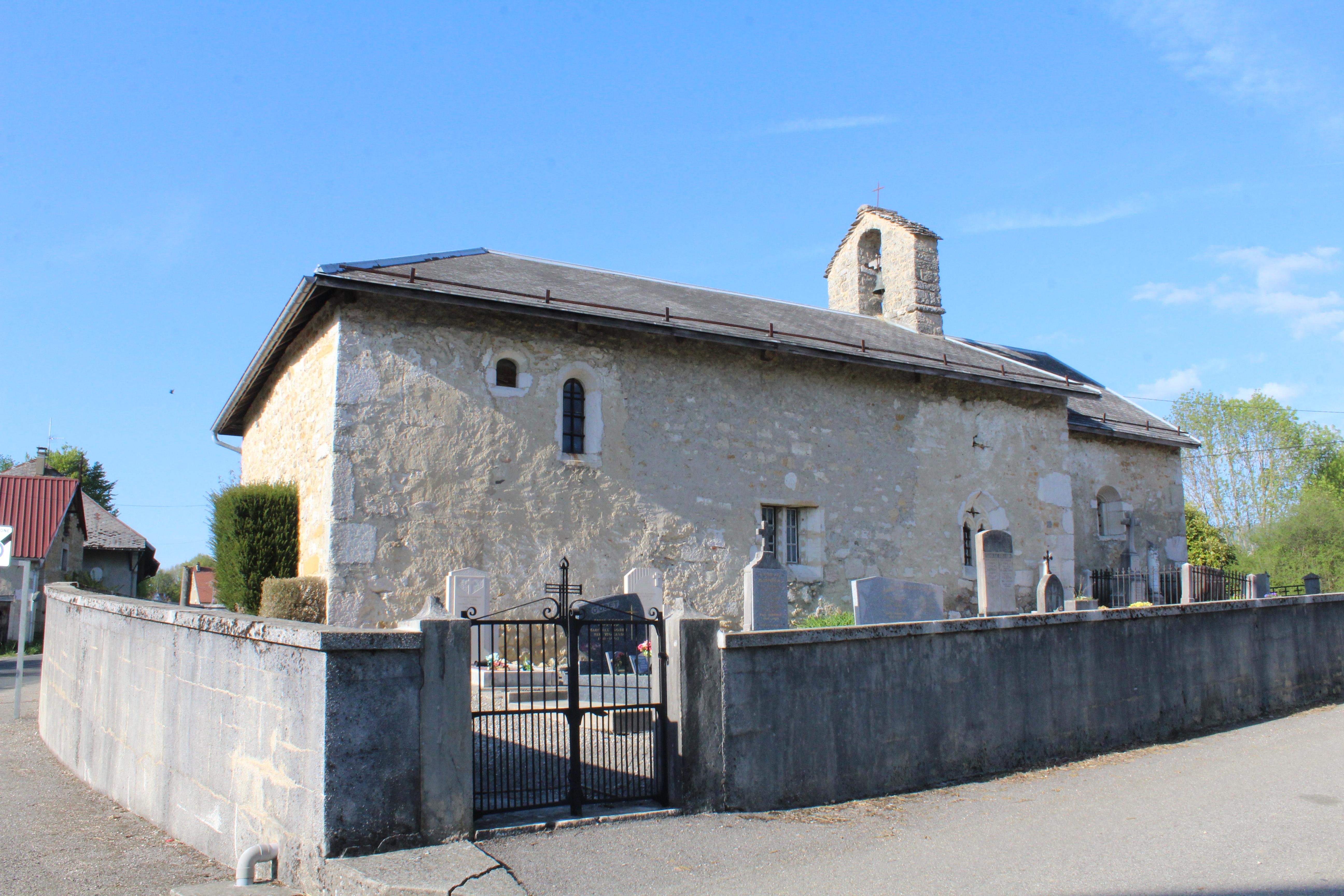
Kirche Saint-André
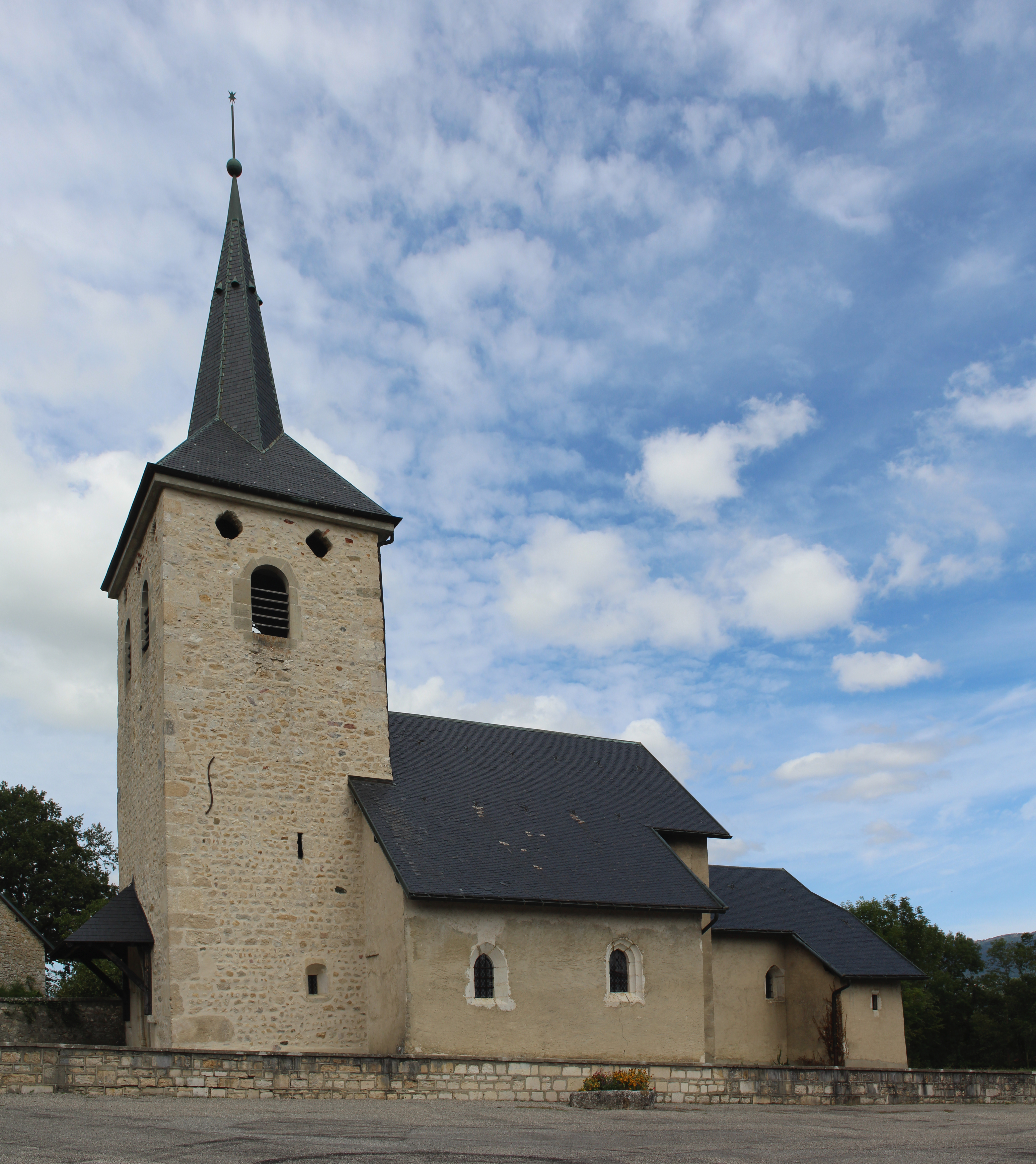
Kirche Saint-Laurent
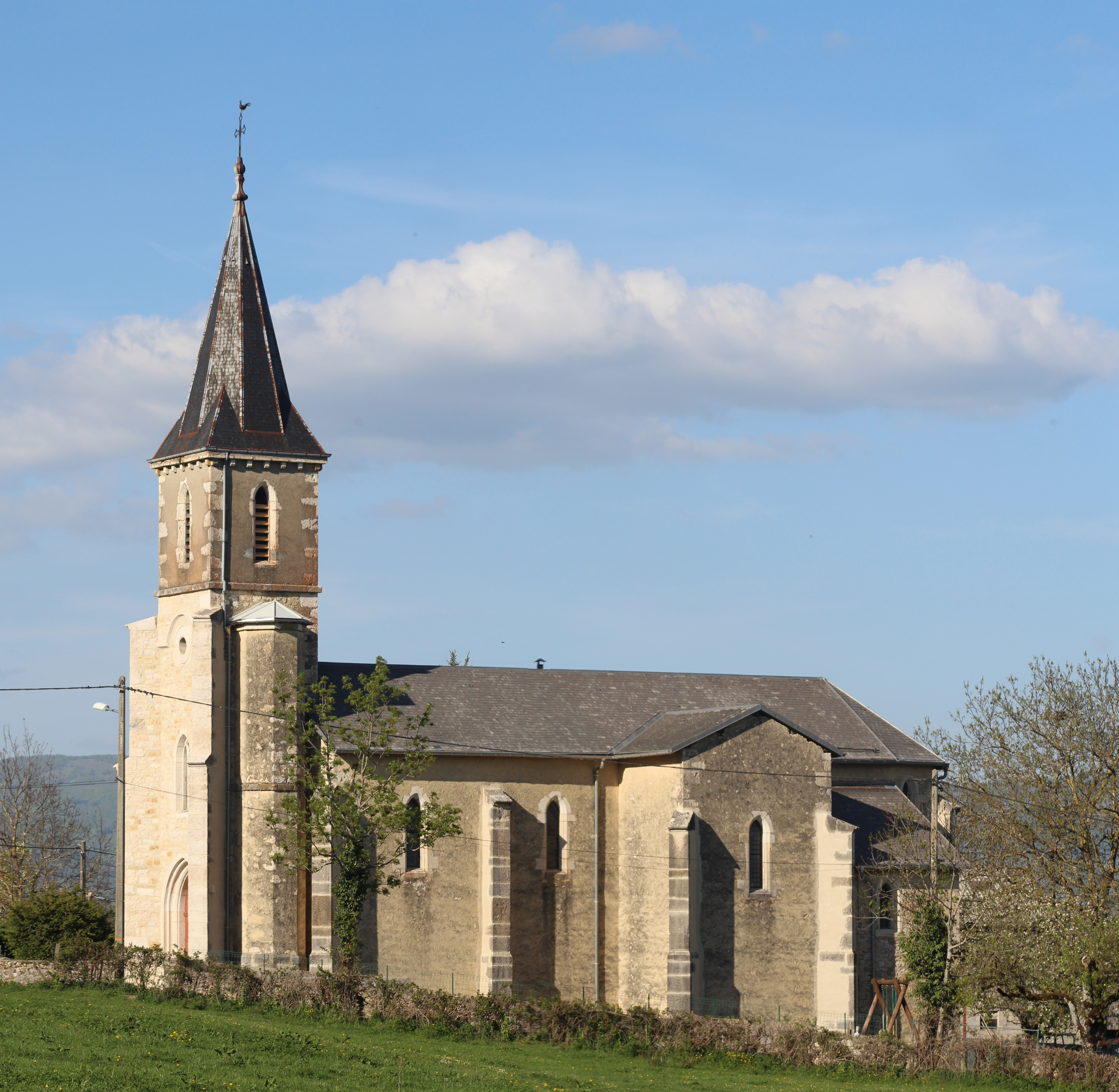
Kirche Saint-Oyen de Sutrieu
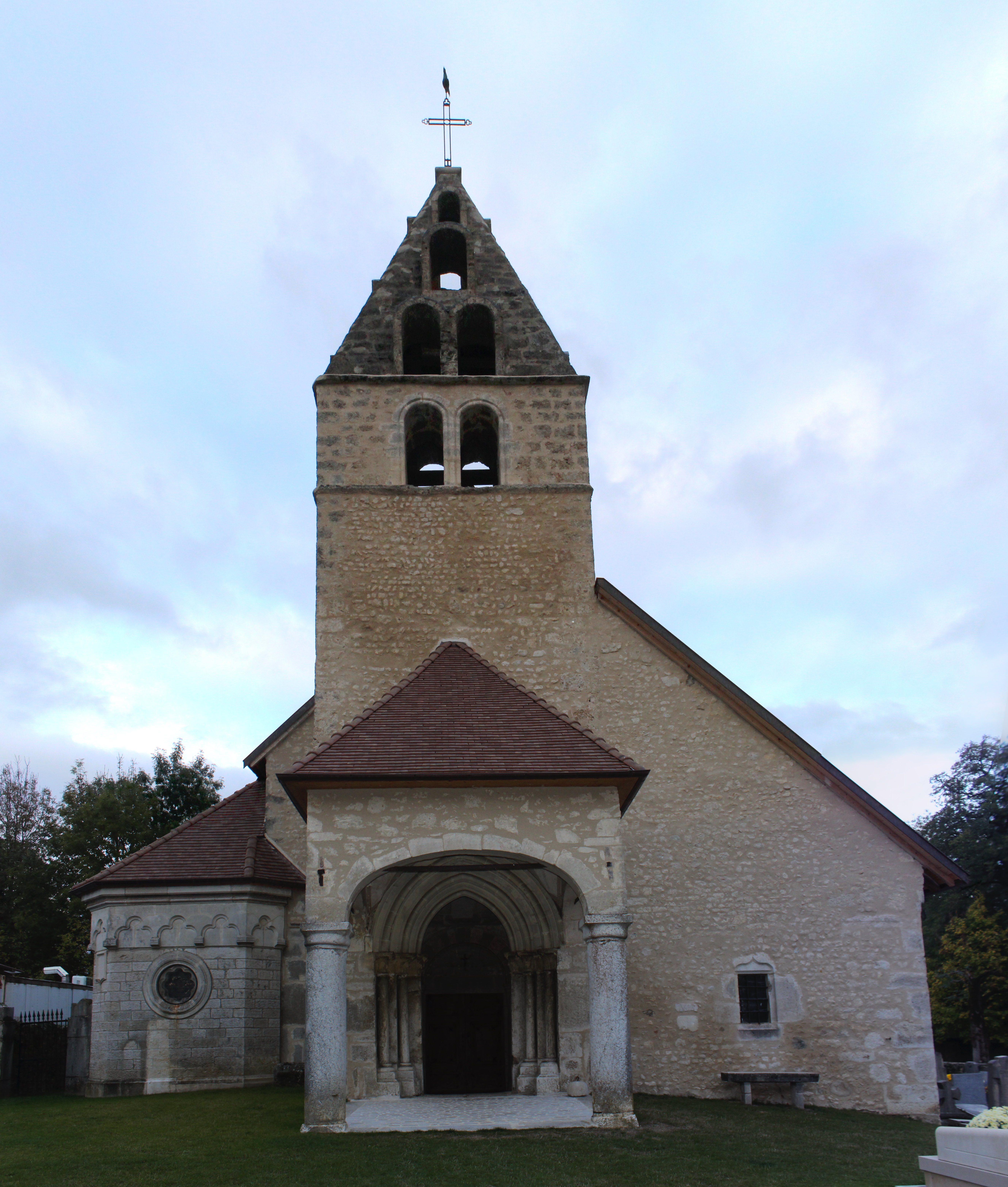
Himmelfahrtskirche

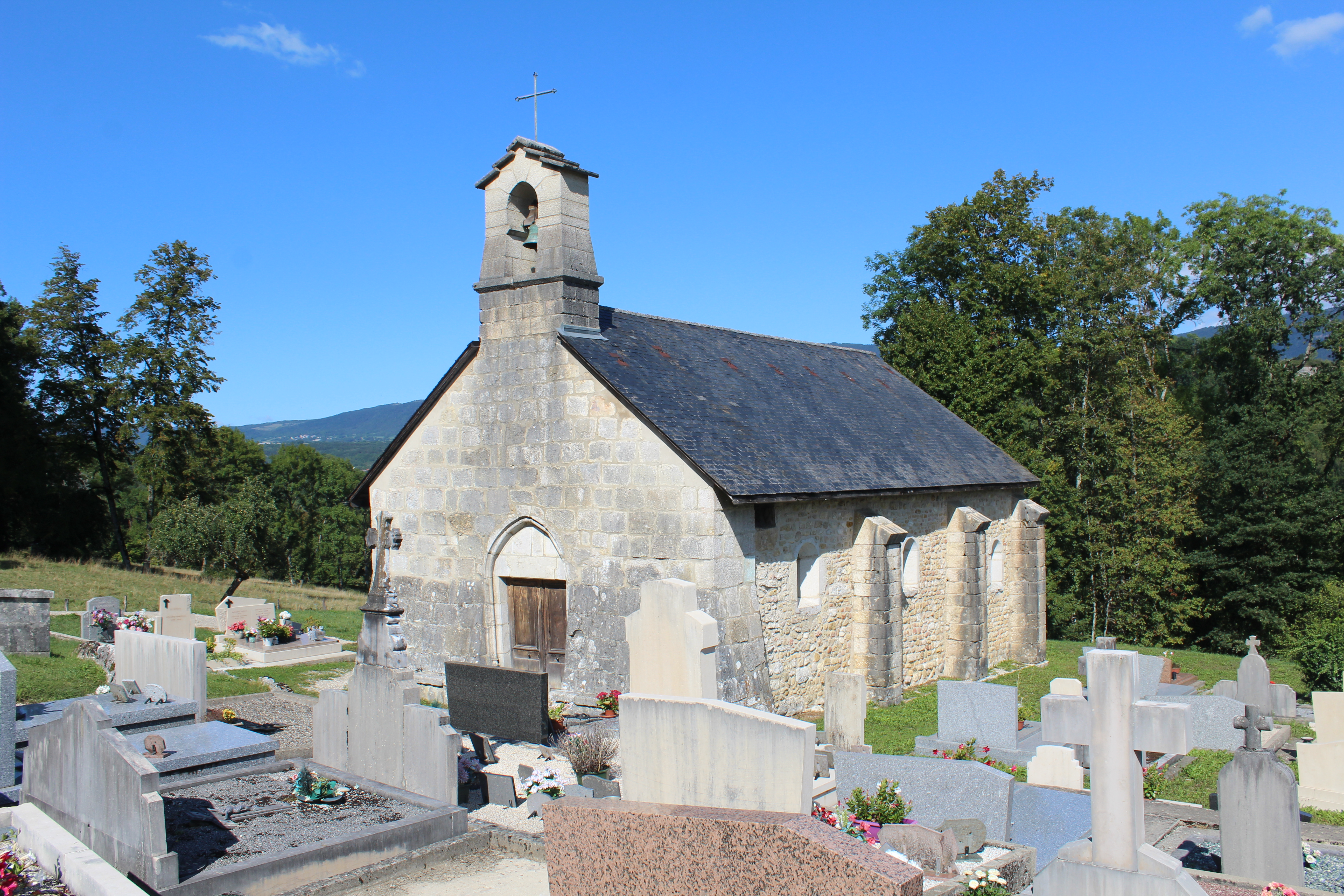
Kapelle Saint-Antoine-Saint-Maurice
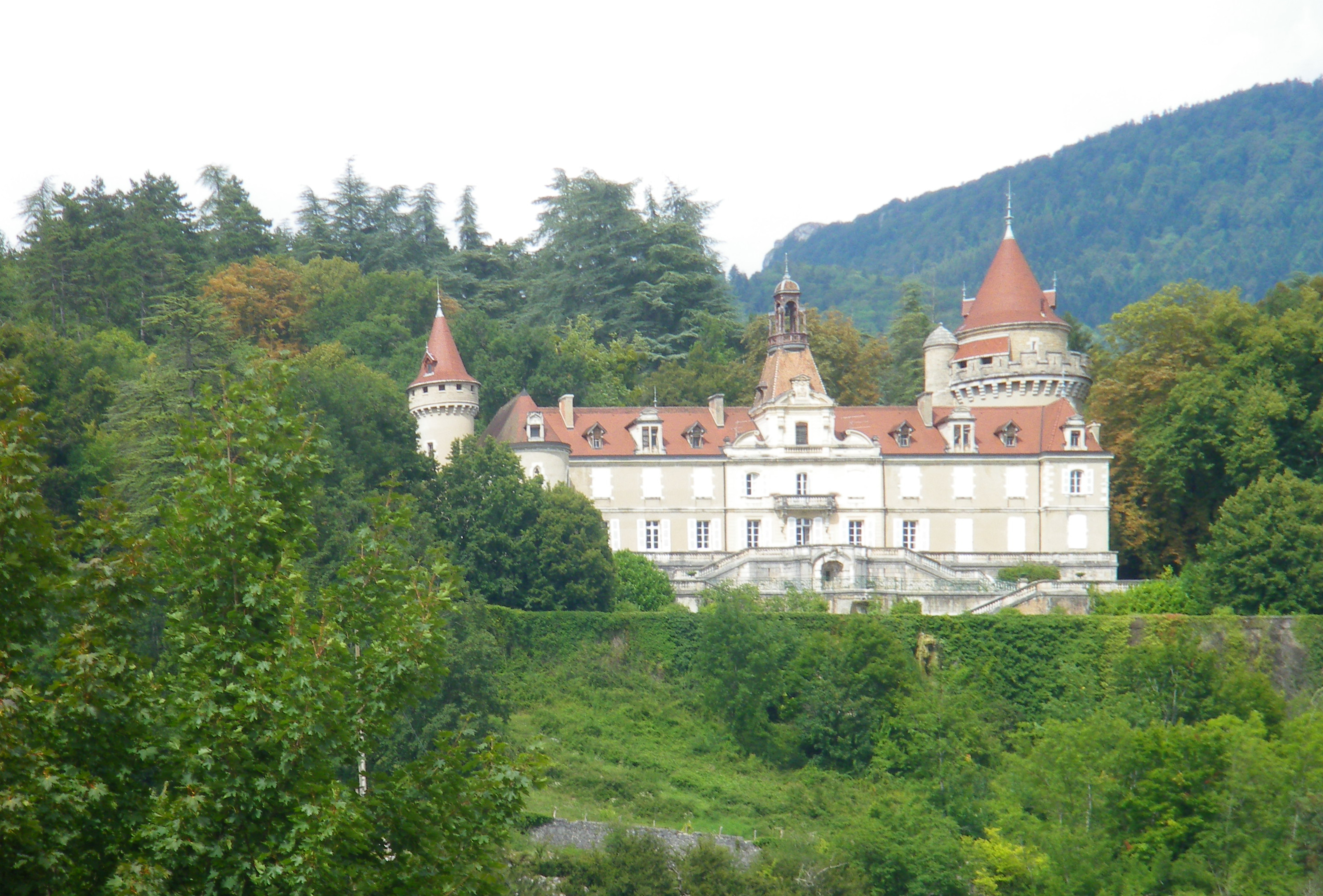
Schloss Mâchuraz
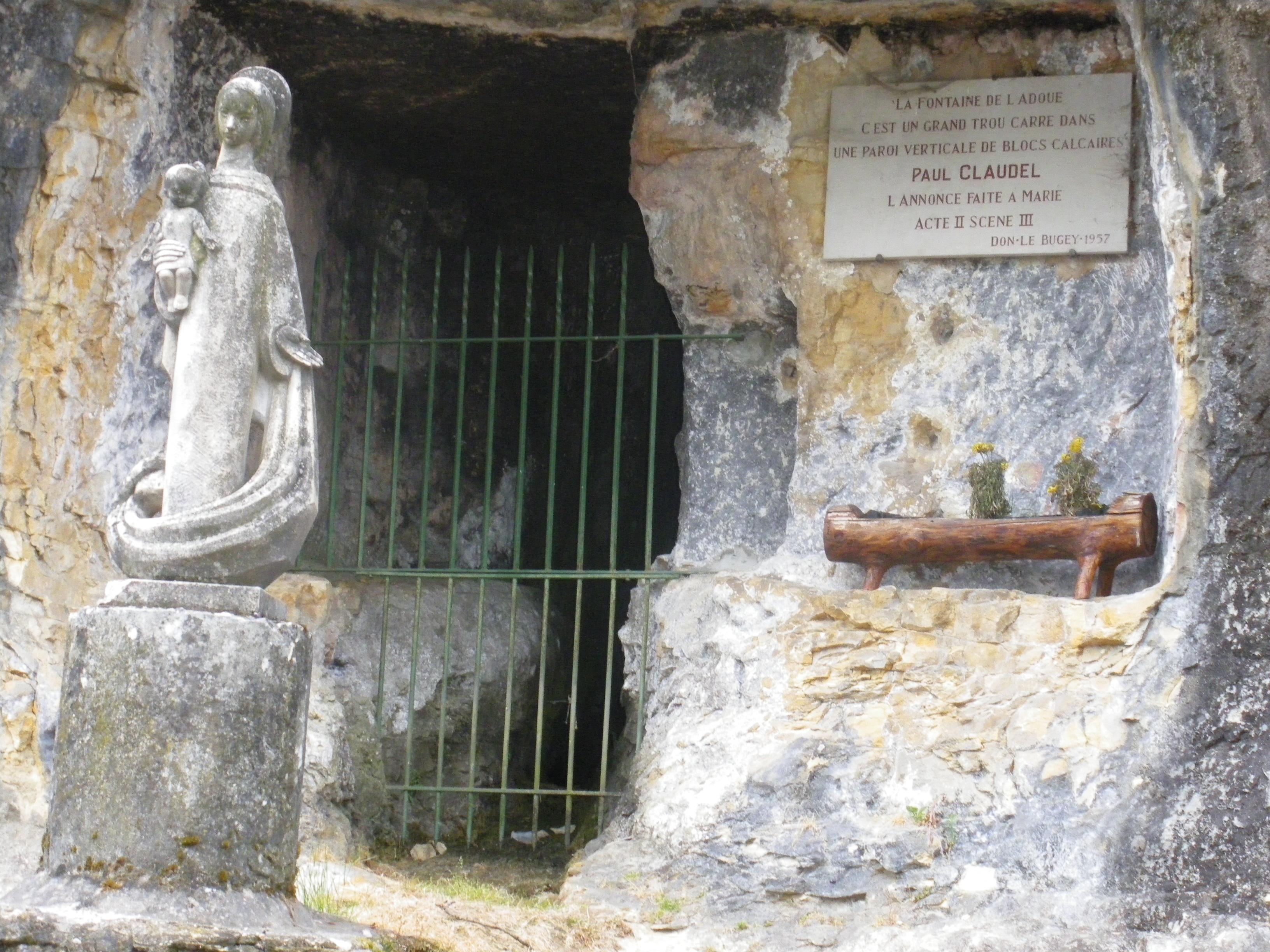
Reste eines römischen Aquädukts im Ortsteil Vieu
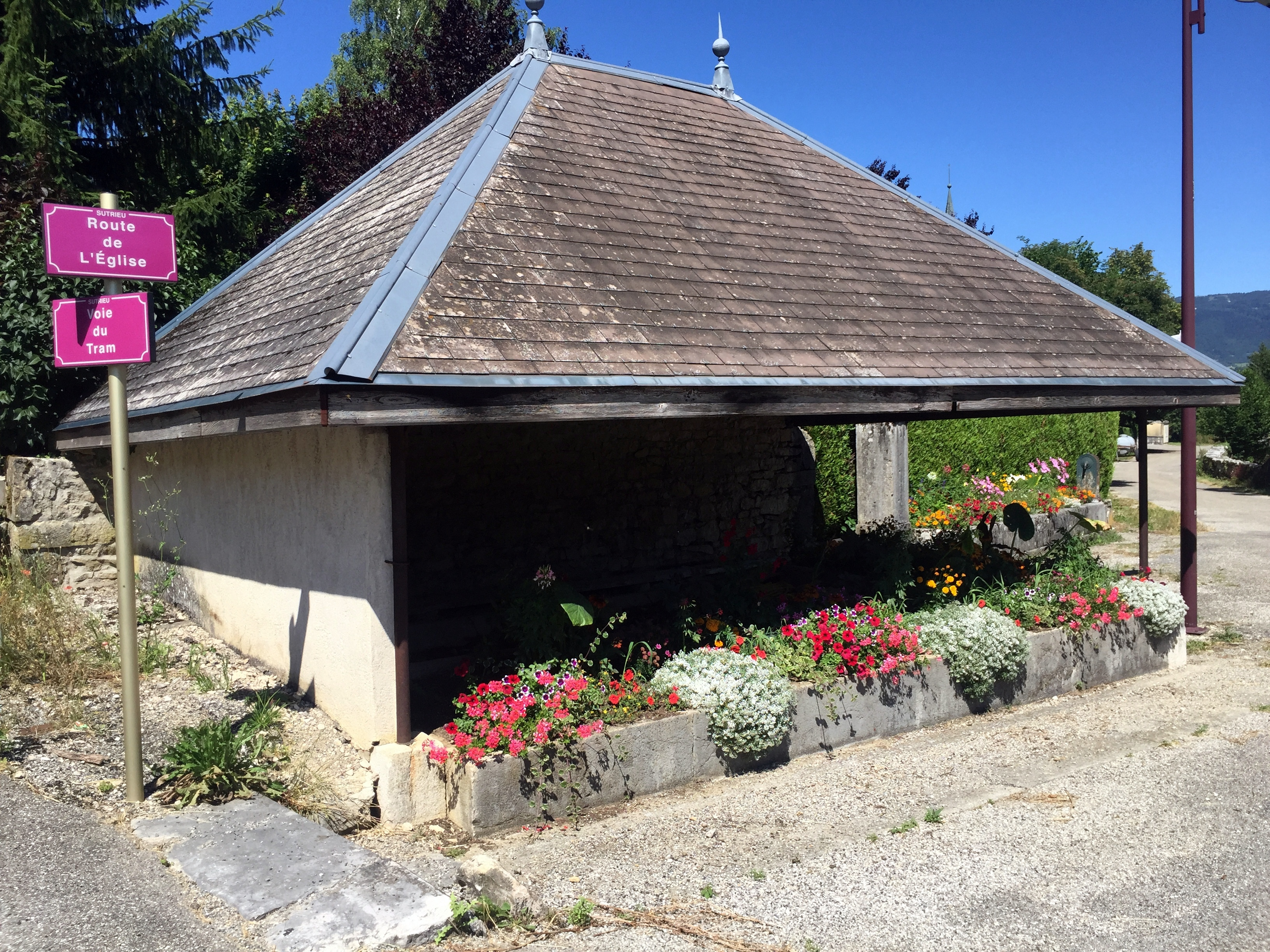
Lavoir im Ortsteil Sutrieu
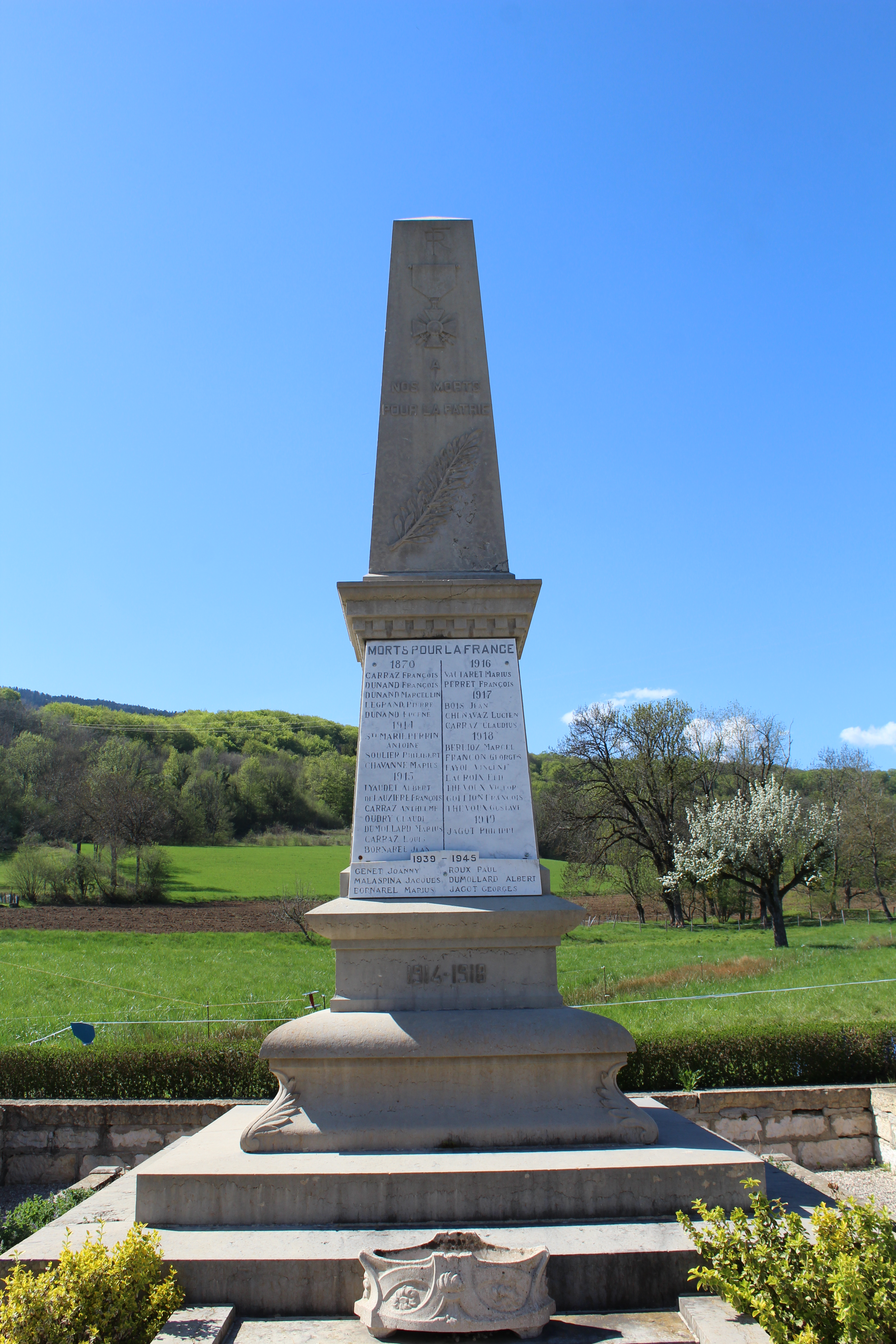
Gefallenendenkmal im Ortsteil Belmont-Luthézieu